# Membrana de Nasmith
A Membrana de Nasmith é uma delgada película queratinizada, de 1 a 10 mincrômetros de espessura, elaborada pelos ameloblastos e recobre a superfície dos dentes recém-erupcionados.
Trata-se pois, de uma proteína fibrosa, ou escleroproteína, produzida pelos ameloblastos do epitélio reduzido do órgão do esmalte, logo após terem produzidos os prismas de esmalte
A membrana de Nasmith é resistente aos ácidos, aos álcalis e à disgestão pelas enzimas proteolíticas.
Essa película protege os dentes recém-erupcionados, que ainda não entraram em contato com os seus antagonistas, e mostra-se relativamente permeável aos ácidos orgânicos, ao flúor e a alguns produtos microbianos da placa dental.
A membrana de Nasmith é muito friável e, rompe-se com facilidade, quando submetida às forças de atrição, como mastigação, e às forças tangenciais, como a escovagem. Assim, logo que os dentes atiguem a linha de oclusão e entram em contato com os seus antagonistas, a membrana de Nasmith rompe-se e desaparece. Contudo, permanece só nas áreas dos dentes que não estão submetidas a estas forças, como as fendas gengivais e faces proximais acima dos pontos de contato dos dentes. Nas áreras labiais, linguais, ocluasais, bordas incisais e pontos de contato, a membrana de Nasmith rompe-se e desaparece.